# Itálie na Letních olympijských hrách 1932
Itálii na Letních olympijských hrách v roce 1932 v kalifornském Los Angeles reprezentovala výprava 112 sportovců (všichni muži) v 13 sportech.

## Medailisté
| Medaile | Jméno | Sport                | Soutěž                            |
| ------- | --- | -------------------- | --------------------------------- |
| Zlato   | Luigi Beccali | Atletika             | Muži běh na 1500 m                |
| Zlato   | Attilio Pavesi | Cyklistika           | Muži silniční závod jednotlivců   |
| Zlato   | Giuseppe Olmo Attilio Pavesi Guglielmo Segato                                                                                               | Cyklistika           | Družstvo mužů - hromadný start    |
| Zlato   | Nino Borsari Marco Cimatti Alberto Ghilardi Paolo Pedretti                                                                                  | Cyklistika           | Družstvo mužů stíhací závod       |
| Zlato   | Giancarlo Cornaggia-Medici | Šerm                 | Muži kord                         |
| Zlato   | Gustavo Marzi | Šerm                 | Muži fleret                       |
| Zlato   | Romeo Neri | Sportovní gymnastika | Muži víceboj – jednotlivci        |
| Zlato   | Romeo Neri | Sportovní gymnastika | Muži hrazda                       |
| Zlato   | Oreste Capuzzo Savino Guglielmetti Mario Lertora Romeo Neri Franco Tognini                                                                  | Sportovní gymnastika | Družstvo mužů                     |
| Zlato   | Savino Guglielmetti | Sportovní gymnastika | Muži přeskok                      |
| Zlato   | Renzo Morigi | Sportovní střelba    | Muži 25 metrů rychlopalná pistole |
| Zlato   | Giovanni Gozzi | Zápas                | muži, řecko-římský do 61 kg       |
| Stříbro | Gino Rossi | Box                  | Muži váha polotěžká do 79,4 kg    |
| Stříbro | Luigi Rovati | Box                  | Muži váha těžká nad 79,4 kg       |
| Stříbro | Guglielmo Segato | Cyklistika           | Muži silniční závod jednotlivců   |
| Stříbro | Carlo Agostoni Giancarlo Cornaggia-Medici Renzo Minoli Saverio Ragno Franco Riccardi                                                        | Šerm                 | Družstvo mužů kord                |
| Stříbro | Giulio Gaudini Gioacchino Guaragna Gustavo Marzi Giorgio Pessina Ugo Pignotti Rodolfo Terlizzi                                              | Šerm                 | Družstvo mužů fleret              |
| Stříbro | Giulio Gaudini | Šerm                 | Muži šavle                        |
| Stříbro | Renato Anselmi Arturo De Vecchi Giulio Gaudini Gustavo Marzi Ugo Pignotti Emilio Salafia                                                    | Šerm                 | Družstvo mužů šavle               |
| Stříbro | Omero Bonoli | Sportovní gymnastika | Muži kůň našíř                    |
| Stříbro | Riccardo Divora Bruno Parovel Giovanni Plazzer Giovanni Scher Bruno Vattovaz                                                                | Veslování            | Muži čtyřka s kormidelníkem       |
| Stříbro | Mario Balleri Renato Barbieri Dino Barsotti Renato Bracci Vittorio Cioni Guglielmo Del Bimbo Enrico Garzelli Cesare Milani Roberto Vestrini | Veslování            | Muži osmiveslice                  |
| Stříbro | Carlo Galimberti | Vzpírání             | Muži do 75 kg                     |
| Stříbro | Marcello Nizzola | Zápas                | muži, řecko-římský do 56 kg       |
| Bronz   | Giuseppe Castelli Ruggero Maregatti Gabriele Salviati Edgardo Toetti                                                                        | Atletika             | Muži štafeta 4 × 100 m            |
| Bronz   | Ugo Frigerio | Atletika             | Muži chůze 50 km                  |
| Bronz   | Bruno Pellizzari | Cyklistika           | Muži sprint                       |
| Bronz   | Carlo Agostoni | Šerm                 | Muži kord                         |
| Bronz   | Giulio Gaudini | Šerm                 | Muži fleret                       |
| Bronz   | Mario Lertora | Sportovní gymnastika | Muži prostná                      |
| Bronz   | Giovanni Lattuada | Sportovní gymnastika | Muži kruhy                        |
| Bronz   | Francesco Cossu Giliante D'Este Antonio Garzoni Provenzani Antonio Ghiardello                                                               | Veslování            | Muži čtyřka bez kormidelníka      |
| Bronz   | Domenico Matteucci | Sportovní střelba    | Muži 25 metrů rychlopalná pistole |
| Bronz   | Gastone Pierini | Vzpírání             | Muži do 67,5 kg                   |
| Bronz   | Ercole Gallegati | Zápas                | muži, řecko-římský do 72 kg       |
| Bronz   | Mario Gruppioni | Zápas                | muži, řecko-římský do 87 kg       |